# Hernádszurdok
Hernádszurdok is een plaats (község) en gemeente in het Hongaarse comitaat Borsod-Abaúj-Zemplén. Hernádszurdok telt 224 inwoners (2001).